# كوكب عديم النواة
الكوكب عديم النواة (بالإنجليزية: Coreless planet)‏ هو كوكب أرضي افتراضي ليس لة نواة معدنية . ، أي أنة كوكب لة وشاح صخري عملاق. وبصرف النظر عن الاسم هذه التسمية لايقصد بها الأرض المجوفة. الكواكب عديمة النواة تحتوي على صخور السيليكات وبعبارة أخرى فإن الكواكب عديمة النواة تشكل نقيضاً للكواكب الحديدية 

## المنشأ
وفقا لبحث نشر في 2008 من قبل سارة سيغر وليندا إلكينز تانتون، هناك على الأرجح طريقتان يمكن أن تشكلا 'كوكب عديم النواة.
- ينمو الكوكب بتراكم الكوندوريت مثل المواد الغنية بالماء المؤكسد، حيث كل الحديد المعدني مرتبط ببلورات معدنية سيليكاتية. هذه الكواكب تتشكل في مناطق باردة بعيدة من النجم المركزي. حيث تكون المواد المؤكسدة الطيارة أكثر شيوعًا.[1]
- ينمو الكوكب من المواد الغنية بالماء والحديد. ومع ذلك، فإن الحديد المعدني يتفاعل مع الماء لتشكيل أكسيد الحديد مطلقا الهيدروجين قبل تباين من اللب المعدني.شريطة أن تكون قطرات الحديد مختلطة جيدا وصغيرة بما فيه الكفاية (<1 سنتيمتر)، والنتيجة النهائية المتوقعة هي أن الحديد يتأكسد ويحاصر في الوشاح ، غير قادر على تشكيل النواة.

وعلى الرغم من أن النظام الشمسي لا يمتلك كواكب عديمة النواة، إلا أن الكويكبات الكوندريتية والأحجار النيزكية هي من الأجرام الشائعة في النظام الشمسي.